# Борита Ольга Василівна
Ольга Василівна Борита (нар. 25 лютого 1956, місто Городок, Хмельницька область) — український політик, народний депутат України VII скликання від КПУ, член Комітету з питань економічної політики.

## Освіта
- 1974–1976 — Кам'янець-Подільське культурно-освітнє училище, за фахом бібліотекар.
- 1986–1992 — Київський інститут харчової промисловості, за фахом інженер-технолог.

## Кар'єра
- 1973–1981 — бригадир, майстер Хмельницького заводу «Катіон».
- 1981–2006 — інженера відділу праці та заробітної плати, начальник цього ж відділу, голова правління Хмельницького м'ясокомбінату (з 1994 року ВАТ «Хмельницькм'ясо»).
- 2006–2007 — помічник-консультант народного депутата України Адама Мартинюка.
- 2007–2012 — помічник-консультант народного депутата України Ігоря Алексєєва.
- 2012–2014 — народний депутат України 7-го скликання.

Одна зі 148 депутатів Верховної Ради України, які підписали звернення до Сейму Республіки Польща з проханням визнати геноцидом поляків події на Волині 1942–1944 років.